# E voi come vivrete?
E voi come vivrete? (君たちはどう生きるか?, Kimi-tachi wa dō ikiru ka) è un romanzo del 1937 scritto da Genzaburō Yoshino. Seguendo la storia di un ragazzo di 15 anni di nome Jun'ichi Honda, soprannominato Coper (da 'Copernico'), e di suo zio, tratta della crescita spirituale, della povertà e dell'esperienza complessiva in quanto esseri umani degli adolescenti. Il titolo del romanzo ha ispirato quello originale del film Il ragazzo e l'airone, scritto e diretto da Hayao Miyazaki e prodotto dallo Studio Ghibli.

## Genesi
Inizialmente, Yūzō Yamamoto concepì il romanzo come ultimo volume della collana editoriale Nihon shokumin bunko di cui era il curatore e ne iniziò la stesura. Tuttavia non riuscì mai a portarlo a termine, a causa di una grave malattia. Allora Yoshino terminò il suo lavoro e l'opera fu pubblicata in volume nel 1937 da Shinchosha.
Dopo la fine della Seconda guerra mondiale, il libro fu sottoposto a una revisione lessicale, all'eliminazione dei riferimenti all'imperialismo giapponese, al capitalismo e alla lotta di classe, e ripubblicato nel 1945 dalla Mira-sha Publishers.
E voi come vivrete? divenne ben presto una delle opere letterarie per ragazzi più popolari nel campo dell'educazione umanistica.

## Trama
Jun'ichi Honda è uno studente del secondo anno di scuola media (15 anni) ed è conosciuto con il soprannome di Coper, derivante dal nome dell'astrofisico polacco Nicolò Copernico. Ha eccellenti risultati accademici e atletici ed è discretamente popolare presso i suoi coetanei. Quando suo padre, dirigente di banca, muore, sua madre, una cameriera incapace di mantenerlo, lo manda a vivere dallo zio. Ci sono molti figli di uomini d'affari, professori universitari e dottori tra i suoi nuovi compagni di classe e gli argomenti delle lezioni spaziano dalle aree sciistiche, al cinema, a Ginza e alle località estive. Coper sperimenta e osserva vari eventi nella vita scolastica con gli amici. Lo zio gli racconta una storia al giorno, ognuna delle quali tratta temi quali "la visione delle cose", "la struttura della società", "le relazioni" e simili, nello stile di una nota scritta.
Alla fine, Coper risponde allo zio scrivendogli similmente una nota in cui spiega come condurrà in futuro la sua vita. Il romanzo finisce con il narratore che domanda direttamente al lettore: «E tu come vivrai?».

## Pubblicazione
La storia doveva, come accennato, essere parte della serie Nihon shokumin bunko, che voleva trasmettere conoscenze e idee di cultura libera e progressista ai bambini in età scolare in Giappone. Tuttavia, la pubblicazione di opere di questo tipo fu scoraggiata dall'aumento del militarismo giapponese negli anni Trenta.
Lo scienziato politico Masao Maruyama ha elogiato il tema principale del libro, ovvero il rapporto tra Coper e lo zio e il modo in cui costui guida il bambino nella scoperta del mondo attraverso dei post-it. Inoltre la domanda "E voi come vivrete?", che è anche il titolo del romanzo, non allude solo al problema etico di "come vivere", ma anche a quello relativo al tipo di consapevolezza sociale necessaria a ognuno per vivere.
Secondo Genzaburō Yoshino, Kimi-tachi wa dō ikiru ka non era originariamente concepita come un'opera narrativa, ma come un saggio sull'etica. Tuttavia, secondo Riko Takada, si tratta anche di uno scritto a tesi sulle scienze umane, diretto agli studenti dell'ex scuola media e apparso durante l'apice del culturalismo. L'ambiente familiare privilegiato e l'alto rango sociale dei protagonisti furono ispirati dalla gente che l'autore conobbe durante il suo periodo alla scuola media associata di Takashi (ora una scuola superiore associata all'Università di Tsukuba). Takada sottolineò come il "vivere da sé" (cioè educarsi per conto proprio) di Coper fosse all'epoca dell'uscita del libro una caratteristica soprattutto dei ragazzi privilegiati e ricchi.

## Stile
La storia alterna il punto di vista e la narrazione tra Coper e suo zio. Il primo racconta la sua vita a scuola, mentre il secondo le sue esperienze per aiutare il nipote ad affrontare il bullismo e altre difficoltà.

## Tematiche
Coper affronta le difficoltà di crescere come essere umano. Gran parte delle esperienze di Coper in questo senso comportano il contatto con persone con le quali è in contrasto, con il bullismo e con la filosofia.

## Influenza culturale
Nel 2017, Shōichi Haga adattò il libro in un manga, edito da Magazine House ed intitolato How do you live? cartoon stories.
Il film del 2023 di Hayao Miyazaki Il ragazzo e l'airone in originale si chiama come il romanzo di Yoshino, ma non ne è una trasposizione. Lo scritto è comunque presente in una scena e rappresenta un elemento importante nella vita del protagonista, Mahito Maki. Le anticipazioni della pellicola e in seguito la sua distribuzione vera e propria rinnovarono e amplificarono il successo dell'opera, che andò incontro ad un'impennata di vendite in madrepatria e a una distribuzione internazionale in molti Paesi in cui era inedita.

## Edizioni italiane
- Genzaburō Yoshino, E voi come vivrete?, collana collana Novel, traduzione di Silvia Ricci Nakashima, Kappalab, 2019.